# بندر الظفيري
بندر محمد صايل الظفيري لاعب كرة قدم سعودي ، لعب سابقاً في نادي الباطن .